# Frank Gambale
Frank Gambale originario de Australia, nacido el 22 de diciembre de 1958, es un guitarrista virtuoso de jazz/rock/fusión conocido entre otras cosas por ser uno de los mejores dominadores de la técnica de sweep picking. Es muy respetado y reconocido como uno de los mejores dentro de su estilo.

## Carrera
En 1982 se trasladó a EE. UU., para estudiar en el Hollywood’s Guitar Institute of Technology, para graduarse con título de estudiante del año. Trabajó para la escuela como profesor durante 4 años, en los cuales editó su primer libro: Speed Picking.
En 1986 consiguió un contrato para tres discos y una gira con Jean-Luc Ponty, por medio del cual pudo conocer a Chick Corea. Con este último grabó 5 discos, de los cuales uno ganó un Grammy y otros dos fueron nominados al premio.
En 1990, Gambale alcanzó su máxima cumbre de fama, siendo reconocido como músico de jazz por todo Japón en gran parte por el disco Thunder From Down Under, además de sus tres álbumes anteriores.
Desde 1992, Frank Gambale realiza giras por el mundo con su compañía y dando seminarios y masterclasses de guitarra. En 1996 estuvo a la cabeza del departamento de guitarra de la Los Angeles Music Academy y escribió casi todo el programa de estudio del instrumento para la escuela. En esa academia imparte clases ocasionalmente cuando se encuentra en la ciudad. 
Recientemente, Gambale creó su propia discográfica, Wombat Records. Contribuye como guitarrista en numerosos proyectos como son Vital Information, el trío Gambale, Hamm & Smith (con Stuart Hamm y Steve Smith) y, obviamente, Chick Corea.

## Discografía

### Como solista
- Brave New Guitar - 1985
- A Present For The Future - 1986
- Frank Gambale Live - 1987
- Thunder From Down Under - 1990
- Note Worker - 1991
- The Great Explorers - 1993
- Passages - 1994
- Thinking Out Loud - 1995
- Coming To Your Senses - 2000
- Resident Alien-Live Bootlegs - 2001
- Live in Poland - 2002
- Raison D'etre - 2004
- Natural High - 2006

### Con Chick Corea
- Lightyears - GRP 9546
- GRP Super Live In Concert (Tokio)
- Eye Of The Beholder - GRP 9564
- Inside Out - GRP 9601
- Beneath The Mask - GRP 9649
- To The Stars - 2004

### Con Vital Information
- Fiafiaga - 1988
- Easier Done Than Said
- Vital Live - VeraBra (German Label) 2051
- Ray Of Hope - Intuition 2161
- Where We Come From - Intuition 3218
- Live Around The World - Intuition 3296
- Show 'em Where You Live - 2002
- Come On In - 2004

### Con Gambale, Hamm & Smith
- Show Me What You Can Do - 2000
- The Light Beyond - 2002
- GHS 3 - 2003

### Con MVP (The Mark Varney Project)
- Truth In Shredding (con Allan Holdsworth) - 1990
- Centrifugal Funk (con Brett Garsed y Shawn Lane)  - 1991

### Otras participaciones
- Gambale / Colonna (con Maurizio Colonna) - 2000
- Rhythm Of The Soul (de Dave Weckl)
- More Bass Please (de Tony Mushamp)- 2002
- Steve Weingart - 2004
- Big Franklin - 1999
- Tolerance - 2007